# 27e gala des prix Félix
Les lauréats des prix Félix en 2005, artistes québécois œuvrant dans l'industrie de la chanson, ont reçu leurs récompenses à l'occasion du vingt-septième Gala de l'ADISQ, animé par Michel Rivard et qui eut lieu le 30 octobre 2005.

## Album de l’année - Meilleur vendeur
- Gros Mammouth Album turbo des Trois Accords

Autres nommés: Écoute-moi donc de Dany Bédar, Parce qu'on vient de loin de Corneille, Boom Desjardins de Boom Desjardins, La Grand-Messe des Cowboys Fringants.

## Album de l’année - Populaire
- Pierre Lapointe de Pierre Lapointe

Autres nommés : Tout un jour d'Isabelle Boulay, Ma vie en cinémascope de Pascale Bussières, Boom Desjardins de Boom Desjardins, Noël avec Jireh Gospel Choir de Mario Pelchat.

## Album de l’année - Pop-Rock
- Écoute-moi donc, Dany Bédar

Autres nommés : Quand je ferme les yeux d'Annie Villeneuve, Hors de tout doute de France D'Amour, Quelque chose d'animal de Luc de Larochellière, Réverbère de Charles Dubé.

## Album de l’année - Rock
- Non négociable, Marie-Chantal Toupin

Autres nommés: Coupable d'Éric Lapointe, Le monde à l'envers des Respectables, Inoxydable de Marie-Mai, Nature, Offenbach de Martin Deschamps.

## Artiste québécois s’étant le plus illustré hors Québec
- Isabelle Boulay

Autres nommés : Corneille, Jorane, K'Maro, Lhasa.

## Auteur ou compositeur de l’année
- Loco Locass

Autres nommés : Champion, Fred Fortin, Pierre Lapointe, Mara Tremblay.

## Chanson populaire de l’année
- Les Étoiles filantes, Les Cowboys Fringants

Autres nommées : Écoute-moi donc de Dany Bédar, Seul au monde de Corneille, J'entends ta voix de France D'Amour, Étrange de DobaCaracol, Pour le ghetto de Jérôme Philippe, Saskatchewan des Trois Accords, Naître de Marie-Chantal Toupin, Tomber à l'eau de Annie Villeneuve, Laisse la pluie de Andrée Watters.

## Interprète féminine de l’année
- Marie-Élaine Thibert

Autres nommées : Isabelle Boulay, France D'Amour, Jorane, Ariane Moffatt, Marie-Chantal Toupin et Mara Tremblay.

## Interprète masculin de l’année
- Dany Bédar

Autres nommés : Nicola Ciccone, Corneille, Dumas, Pierre Lapointe, Yann Perreau, Stefie Shock.

## Groupe de l’année
- Les Trois Accords

Autres nommés : les Cowboys Fringants, les Respectables, DobaCaracol, Loco Locass, Mes Aïeux.

## Révélation de l’année
- Pierre Lapointe

Autres nommés : Champion, DobaCaracol, les Trois Accords, Annie Villeneuve.

## Spectacle de l’année - Auteur-compositeur-interprète
- Dumas en solo, Dumas

Autres nommés : 3 fois Ferland: Ton visage - Jaune - Écoute pas ça (Jean-Pierre Ferland), Pierre Lapointe dans la forêt des mal-aimés (Pierre Lapointe), La Grand-Messe (les Cowboys Fringants), Les Trois Accords (les Trois Accords).

## Spectacle de l’année - Humour
- Humour Libre, Martin Petit

Autres nommés : Tournée Juste pour rire 2004, Une vraie fille, c'est moi ça (Julie Caron), Massicotte Craque (François Massicotte), Haïssable (Mike Ward).

## Spectacle de l’année - Interprète
- Tout un jour, Isabelle Boulay

Autres nommés : Bleu (Luce Dufault), M. Lambert et Cie, Encore swingt (Yves Lambert), Simplement Patrick Norman (Patrick Norman), Marie-Élaine Thibert (Marie-Élaine Thibert)

## Album de l’année - Alternatif
- La Grand-Messe des Cowboys Fringants

## Album de l’année - Anglophone
- Gospel Live en Noir & Blanc de Gregory Charles

Autres nommés : A New Day... Live in Las Vegas et Miracle de Céline Dion, Jonas de Jonas, A Canadian Blues Rendez-vous de Bob Walsh.

## Album de l’année - Bande sonore originale
- Les Aimants en musique, Carl Bastien et Dumas

## Album de l’année - Classique / Orchestre et grand ensemble
- Diane Dufresne de Kurt Weill, Diane Dufresne, Yannick Nézet-Séguin, Orchestre Métropolitain du Grand Montréal.

## Album de l’année - Classique / Soliste et petit ensemble
- Aeterna de Natalie Choquette

## Album de l’année - Folk contemporain
- En famille de Mes Aïeux

## Album de l’année - Hip-Hop
- Amour oral de Loco Locass

## Album de l’année - Humour
- Grandes Gueules Live des Grandes Gueules

Autres nommés : Les Justiciers masqués (les Justiciers masqués), Réal Béland présente Monsieur Latreille Réal Béland

## Album de l’année - Instrumental
- Hommage aux compositeurs canadiens et québécois de Richard Abel

## Album de l’année - Jazz
- Un martini pour Noël de Frédérick De Grandpré

## Album de l’année - Jeunesse
- La tour de bébelles de Shilvi

## Album de l’année - Musiques du monde
- Soley de DobaCaracol

## Album de l’année - Musique électronique ou Techno
- Chill'em all de Champion

## Album de l’année - Traditionnel
- Récidive de Yves Lambert

## Artiste de la francophonie s’étant le plus illustré au Québec
- -M-

Autres nommés : Bénabar, Francis Cabrel, Rachid Taha, Diane Tell.

## Vidéoclip de l’année
- Seul au monde de Corneille

Autres nommés : Vénus de Dumas, Le columbarium de Pierre Lapointe, Saskatchewan des Trois Accords, Tout le monde est triste de Stefie Shock.

## Hommage
- Michel Bélanger, de la Maison de disques Audiogram

## Sources
Gala de l'ADISQ 2005